# Kōfu (Tottori)
Kōfu (江府町 Kōfu-chō?) es un pueblo localizado en la prefectura de Tottori, Japón. En junio de 2019 tenía una población estimada de 2.739 habitantes y una densidad de población de 22 personas por km². Su área total es de 124,52 km².

## Geografía

### Localidades circundantes
- Prefectura de Tottori
  - Kurayoshi
  - Hino
  - Hōki
  - Daisen
  - Kotoura
- Prefectura de Okayama
  - Maniwa
  - Shinjō

## Demografía
Según los datos del censo japonés, esta es la población de Kōfu en los últimos años.
| Año del censo | Población |
| ------------- | --------- |
| 1995          | 4.316     |
| 2000          | 3.921     |
| 2005          | 3.643     |
| 2010          | 3.379     |
| 2015          | 3.004     |
| 2020          | 2.672     |